# Jonas Savimbi
Jonas Malheiros Savimbi (3. srpna 1934, Munhango, Angola – 22. února 2002), byl dlouholetý vůdce opozičního hnutí UNITA v Angole.
Savimbiho otec byl přednosta železniční stanice a příslušník nejpočetnějšího angolského etnika – Ovimbundu. Savimbi patřil k malé části Angolanů, která měla možnost hlubšího vzdělání. V dětství vystřídal několik misionářských škol, později získal stipendium pro studium v Portugalsku, kde dva roky studoval medicínu. Ozbrojený boj za nezávislost však byl lákavější, a tak se nedostudovaný vrátil do vlasti a připojil se k bojovníkům União dos Populações de Angola (UPA – Svaz národů Angoly). Později uváděl, že získal doktorát ve Švýcarsku, nejspíš to však nebyla pravda.
Savimbiho ctižádostivost a také pověstné vynikající řečnické schopnosti mu brzy přinesly postavení jakéhosi „ministra zahraničí“ Frente Nacional de Libertação de Angola (FNLA – Národní fronta pro osvobození Angoly), do které se UPA přetvořil. Roku 1964 opustil s dalšími ovimbundskými bojovníky FNLA a roku 1966 založil União Nacional para a Independência Total de Angola (UNITA – Národní svaz za úplnou nezávislost Angoly).
UNITA brutálně bojovala jak s portugalskými kolonizátory, tak s konkurenčními povstaleckými skupinami – FNLA a Movimento Popular de Libertação de Angola (MPLA, Lidové hnutí za osvobození Angoly. Protože rivalové UNITA již měli v mezinárodním prostředí studené války své patrony (FNLA USA a MPLA SSSR), přijal Savimbi spolu s čínskou podporou i maoistickou doktrínu. Ve vedení UNITA praktikoval naprostou diktaturu velitele.
Poté, co roku 1984 přestala být FNLA akceschopná, začaly USA podporovat Savimbiho UNITA. Roku 1986 pak byl s prezidentskými poctami přijat R. Reaganem v Bílém domě jako představitel demokratických sil v Angole.
V roce 1992 v prezidentských volbách kandidoval proti dosavadnímu prezidentovi J. E. dos Santosovi. Poté, co předběžné výsledky ukázaly dos Santosovu převahu, zpochybnil výsledky voleb a obnovil boje s vládou.
V následujících letech podepsal Savimbi mnoho dohod a stejný počet jich porušil. Dos Santos ve snaze nalézt řešení konfliktu mu nabídl i post viceprezidenta, Savimbi se však vždy nakonec opětovně chopil zbraní. Byl zabit při přepadení angolskými vládními vojsky 22. února 2002. Savimbiho smrt potvrdila tezi, že právě on byl největší překážkou na cestě k mírové dohodě, která by ukončila dlouholetou angolskou občanskou válku. Dohoda, která ukončila dlouhotrvající občanský konflikt v Angole, byla podepsána začátkem dubna 2002.